# أندريه بوشومين
أندريه بوشومين هو سياسي كندي، ولد في 6 نوفمبر 1824، وتوفي في 13 ديسمبر 1902.